# Albert Muchar

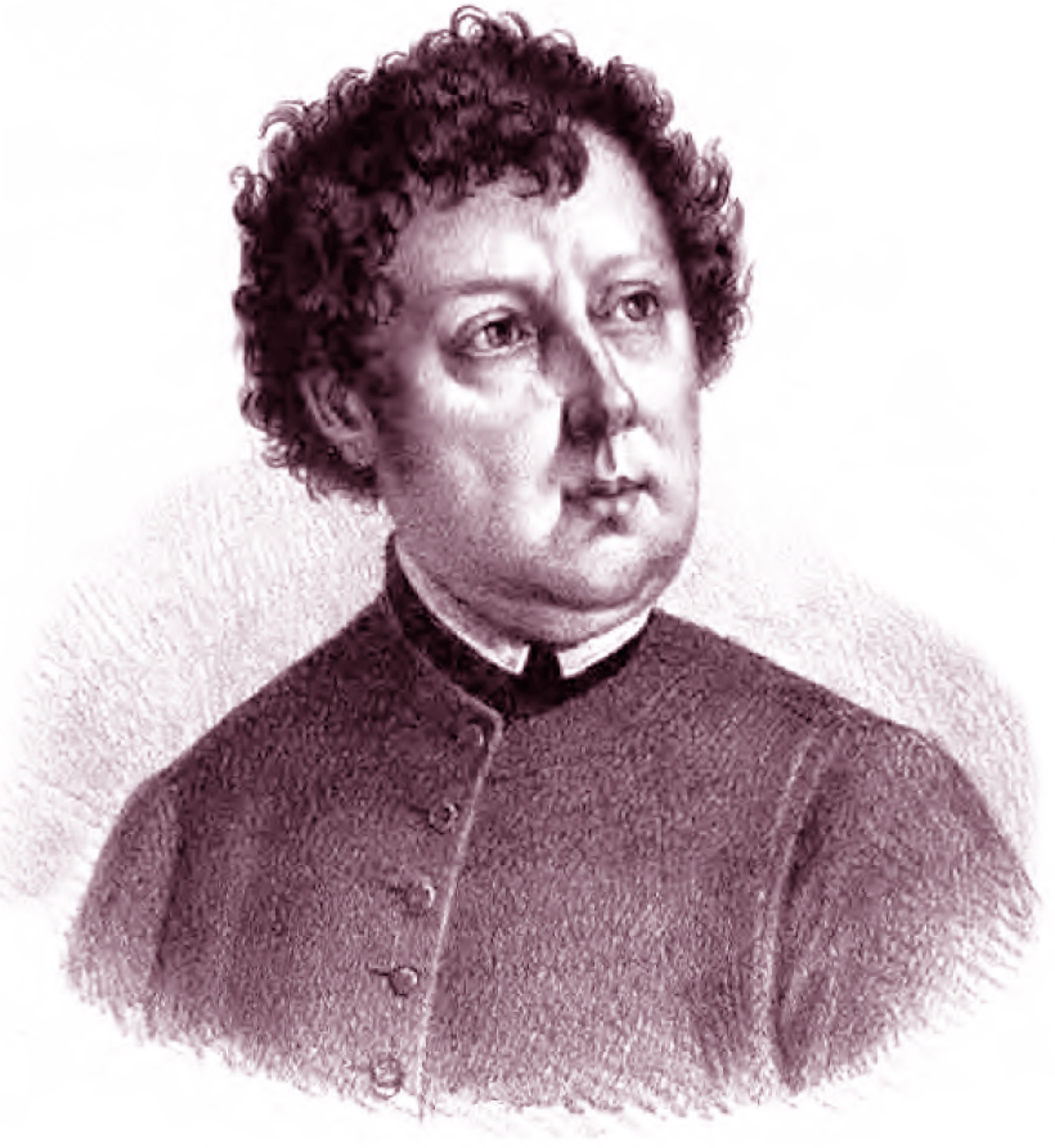
Albert von Muchar im Jahre 1822. (J. F. Kaiser, nach einem Ölgemälde)

Albert von Muchar, geboren als Anton Muchar von Bied und Rangfeld (* 22. November 1786 in Lienz; † 6. Juni 1849 in Graz), war Benediktiner und Priester, Bibliothekar, Archivar und Historiker, Schriftsteller, Doktor der Philosophie und Rektor der Karl-Franzens-Universität in Graz.

## Leben

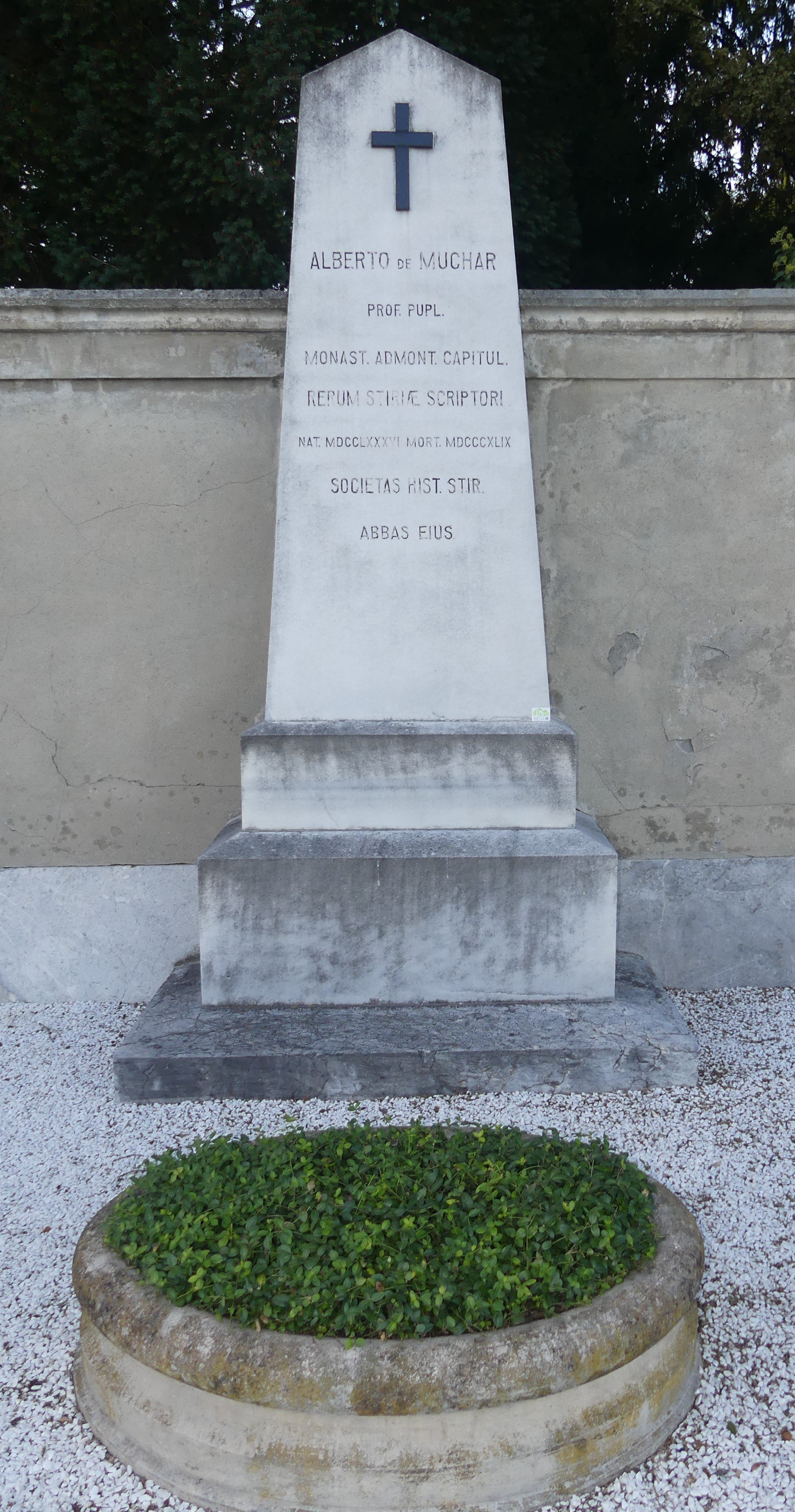
Das Grab von Albert Anton von Muchar auf dem Katholischen Stadtfriedhof St. Peter in Graz (2024).

Muchar wurde als Sohn eines kaiserlichen Haupteinnehmers in Lienz in Tirol geboren. In seiner Heimatstadt verbrachte er die Kindheit, besuchte die Schule und das von den Franziskanern geführte Gymnasium. Im Jahre 1803 wechselte er auf das Grazer Lyzeum über und begann dort seine philologischen Studien.
Am 29. September 1805 wurde Anton Muchar vom damaligen Abt des Benediktinerstiftes Admont, Gotthard Kugelmayr, ins Noviziat aufgenommen und nahm den Ordensnamen Albert an. Er studierte nun Theologie und befasste sich, neben den klassischen und neueren Sprachen, schon damals mit der steirischen Landesgeschichte. Am 16. Oktober 1808 legte er das Ordensgelübde ab und empfing am 1. Oktober des folgenden Jahres die Priesterweihe.
Im Jahre 1809 wurde Muchar an der „Theologischen Anstalt“ des Klosters als Professor für das gesamte Bibelstudium eingesetzt und nach der Wiedererrichtung der „Philosophischen Lehranstalt“ in Admont 1810 auch als Professor für griechische Philologie. Im Jahre 1813 wurde er ferner zum Archivar und Bibliothekar des Benediktinerstiftes bestellt und wirkte in diesen Positionen ununterbrochen bis ins Jahre 1823. In diesem Jahr wurde Muchar an die theologische Abteilung des Grazer Lyzeums berufen und bereits im Jahre 1825 übernahm er die Professur für Ästhetik und altklassischen Studien an der philosophischen Fakultät dieser Lehranstalt. Nach der Wiedererrichtung der Grazer Universität im Jahre 1827, leitete Muchar als Dekan die philosophische Fakultät in den Jahren 1827–1829 und wurde für den Zeitabschnitt 1842–1843 zum Rektor der Karl-Franzens-Universität gewählt.
Muchar, der im Jahre 1843 als Initiator maßgeblich bei der Schaffung des Historischen Vereines für Innerösterreich beteiligt war und in der damaligen gelehrten Welt einen exzellenten Ruf hatte, wurde im Jahre 1847 durch Kaiser Ferdinand I. zum „wirklichen Mitglied“ der neugegründeten Akademie der Wissenschaften in Wien berufen.
Schon bei der Übersiedlung im Jahre 1823 wurde Muchar vom Abt des Benediktinerstiftes Admont mit der Aufgabe betraut, als Hofmeister die Klosterniederlassung in Graz zu führen und zu verwalten. Der Admonter Hof war damals ein bedeutsamer Handelsplatz und ein stark frequentierter Sammelpunkt der dominierenden Persönlichkeiten aus Kirche, Politik, Wirtschaft und Verwaltung der Landeshauptstadt. An seiner langjährigen Wirkungsstätte verstarb er auch, noch keine 63 Jahre alt. Albert von Muchar, der „Altmeister der steirischen Landesgeschichte“, wurde auf dem Katholischen Stadtfriedhof St. Peter in Graz bestattet, in einem Ehrengrab des Historischen Vereines für Steiermark, dessen Mitbegründer er einst gewesen war.

## Ehrung
Sowohl in Graz als auch in Lienz gibt es eine Muchargasse. Am Ende der Grazer Muchargasse (Haus Körösistraße 18) gibt es eine Gedenktafel.

## Werke (in Auswahl)
- Das römische Norikum. 2 Bände, Graz 1825–1826.
- Geschichte des Herzogthums Steiermark. 9 Bände, Graz 1844–1874 (online, pdf und txt, Webseite Slowenische National- und Universitätsbibliothek).
- Urkundenregesten für die Geschichte Innerösterreichs vom Jahre 1312 bis zum Jahre 1500. In: Archiv für Kunde österreichischer Geschichtsquellen. Band 2, Wien 1849, S. 429–510 (eingeschränkte Vorschau in der Google-Buchsuche).